# Moracze (Łomasze)
Moracze – dawniej wieś, kolonia i folwark. Obecnie część agromiasteczka Łomasze na Białorusi, w obwodzie witebskim, w rejonie głębockim, w sielsowiecie Prozoroki.

## Historia
W czasach zaborów w powiecie dzisieńskim, w guberni wileńskiej Imperium Rosyjskiego.
W latach 1921–1945 wieś, kolonia i folwark leżały w Polsce, w województwie wileńskim, w powiecie dziśnieńskim w gminie Orzechowo, od 1923 roku w gminie Prozoroki.
Według Powszechnego Spisu Ludności z 1921 roku zamieszkiwało:
- wieś  – 49 osób, wszystkie były wyznania prawosławnego. Jednocześnie 23 mieszkańców zadeklarowało polską a 26 białoruską przynależność narodową. Było tu 9 budynków mieszkalnych[5]. W 1931 w 7 domach zamieszkiwały 34 osoby[6].
- folwark  – 6 osób, wszystkie były wyznania prawosławnego. Jednocześnie 5 mieszkańców zadeklarowało białoruską a 1 rosyjską przynależność narodową. Był tu 1 budynek mieszkalny[5]. W 1931 w 2 domach zamieszkiwało 15 osób[6].
- kolonia  – w 1931 w 7 domach zamieszkiwały 44 osoby[6].

Wierni należeli do parafii prawosławnej w Błosznikach. Miejscowość podlegała pod Sąd Grodzki w Głębokiem i Okręgowy w Wilnie; właściwy urząd pocztowy mieścił się w Prozorokach.
W wyniku napaści ZSRR na Polskę we wrześniu 1939 miejscowość znalazła się pod okupacją sowiecką. 2 listopada została włączona do Białoruskiej SRR. Od czerwca 1941 roku pod okupacją niemiecką. W 1944 miejscowość została ponownie zajęta przez wojska sowieckie i włączona do Białoruskiej SRR.
Od 1991 w składzie niepodległej Białorusi.